# Without Warning (jeu vidéo)
Pour les articles homonymes, voir Without Warning.
Without Warning est un jeu vidéo de tir à la troisième personne développé par Circle Studio et édité par Capcom, sorti en 2005 sur PlayStation 2 et Xbox en Europe et en Amérique du Nord.

## Scénario
Le gameplay de Without Warning varie en fonction du personnage joué. Dans le cas des membres des forces spéciales et de l'agent de sécurité, le jeu est généralement rapide, comme c'est souvent le cas dans les jeux de tir de type arcade. Bien que le jeu dispose d'un système de couverture dédié, l'accent est peu mis sur le combat tactique, la meilleure approche étant souvent d'éliminer tous les ennemis le plus rapidement possible. Bien que le gameplay de base des quatre personnages soit largement similaire, ils présentent tous de petites différences. Il s'agit d'objectifs exclusifs pour chaque personnage, ce qui rend leur gameplay légèrement différent. Il existe également des différences mineures entre les armes de chaque personnage, ce qui affecte également le gameplay de chacun d'entre eux.
Les deux personnages restants misent davantage sur la furtivité que sur l'action. Le secrétaire n'a que la possibilité d'étourdir les ennemis à l'aide d'un spray au poivre ou d'un extincteur, plutôt que de les tuer purement et simplement. Cette méthode est souvent inefficace, et c'est pourquoi la secrétaire doit généralement avancer dans l'usine chimique sans alerter les terroristes. Le gameplay du caméraman est en grande partie le même, bien qu'avec ce personnage, le joueur ait la possibilité d'essayer de tuer les terroristes avec une arme à feu. Une différence plus notable, cependant, est que le caméraman doit filmer diverses activités commises par les terroristes dans l'usine chimique à l'aide de sa caméra, s'exposant ainsi au danger. 

## Accueil
Without Warning reçoit un accueil globalement négatif de la critique. Le jeu obtient 45/100 sur Metacritic, tant sur PlayStation 2 que Xbox.